# Eremurus luteus
Eremurus luteus är en grästrädsväxtart som beskrevs av John Gilbert Baker. Eremurus luteus ingår i släktet Eremurus och familjen grästrädsväxter. Inga underarter finns listade i Catalogue of Life.